# 모서리위이랑
모서리위이랑(supramarginal gyrus) 또는 연상회(緣上回)는 대뇌 반구의 가쪽 면에서 가쪽 고랑의 뒤쪽 끝을 감싸는 이랑을 가리킨다.
브로드만 영역 40번에 위치한다. 모서리위이랑은 대뇌에 있는 이랑의 하나로 가쪽 고랑의 오름 가지의 말단부를 감싸듯이 존재하며, 브로드만 영역 39번에 위치하는 모 이랑(각회) 주름과 함께 두정엽의 아래 마루 소엽을 구성한다.

## 브로드만 영역
| 브로드만 영역을 나타낸 지도. 숫자를 클릭하면 각 문서로 넘어간다. |
| 예시                                                             |

## 같이 보기
- 두정엽

- 아래마루소엽

- 모이랑